# Alice Gould
Alice Bache Gould (Gould y Quincy) (Cambridge, Massachusetts, Estados Unidos, 5 de enero de 1868 – Simancas, España, 25 de julio de 1953) fue una historiadora estadounidense afincada en España. Estudió principalmente los viajes de Cristóbal Colón y el descubrimiento de América, y fue una experta sobre el reinado de los Reyes Católicos. Halló una copia certificada del reconocimiento del "mayorazgo" colombino y fue alabada por su capacidad para leer la letra de los escribanos de la época. Sus investigaciones proporcionaron la lista más completa disponible de biografías de los hombres que participaron en los viajes de Colón.
En 1924, Alice Bache Gould recibió la Cruz de Alfonso X el Sabio;[cita requerida] en 1942, se convirtió en la única mujer miembro correspondiente de la Real Academia de la Historia, y en 1952 recibió el lazo de la Orden de Isabel la Católica.

## Biografía
Miembro de la familia política Quincy famosa en Estados Unidos, hija de Mary Apthorp Quincy Gould y Benjamin Apthorp Gould.Gould pasó su infancia en Argentina. En la Primera Guerra Mundial trabajó como voluntaria en la oficina de espionaje de la embajada estadounidense en España. El estallido de la Guerra Civil Española en 1936 la obligó a trasladarse temporalmente a Boston pero tras la guerra retornó definitivamente a España.
Gould identificó a 87 participantes en el primer viaje de Colón. Demostró que solo cuatro de ellos habían tenido problemas con la ley, desmontando así el tópico de que la mayoría eran criminales convictos. También probó que no hubo ningún inglés, irlandés o europeo septentrional en aquella expedición, y mostró que Pedro de Lepe, cuya existencia había sido hasta entonces objeto de controversia, había en efecto navegado con Colón en la Santa María.
Gould falleció de hemorragia cerebral en Simancas, mientras proseguía sus investigaciones en el Archivo allí ubicado. Actualmente es recordada con una placa a la entrada del Archivo y con una calle en el pueblo.
Fue enterrada en el cementerio británico de Madrid.

## Reconocimientos
Forma parte del proyecto Mujeres Investigadoras en los Archivos Estatales (1900-1970) del Ministerio de Cultura. Busca visibilizar a las investigadores que han desarrollado su labor en alguno de los nueve archivos competencia de dicho ministerio entre los años 1900 y 1970: Archivo Histórico Nacional, el Archivo de la Corona de Aragón, el Archivo General de Simancas, el Archivo General de Indias, el Archivo de la Real Chancillería de Valladolid, el Archivo General de la Administración y el Centro de Información Documental de Archivos. 

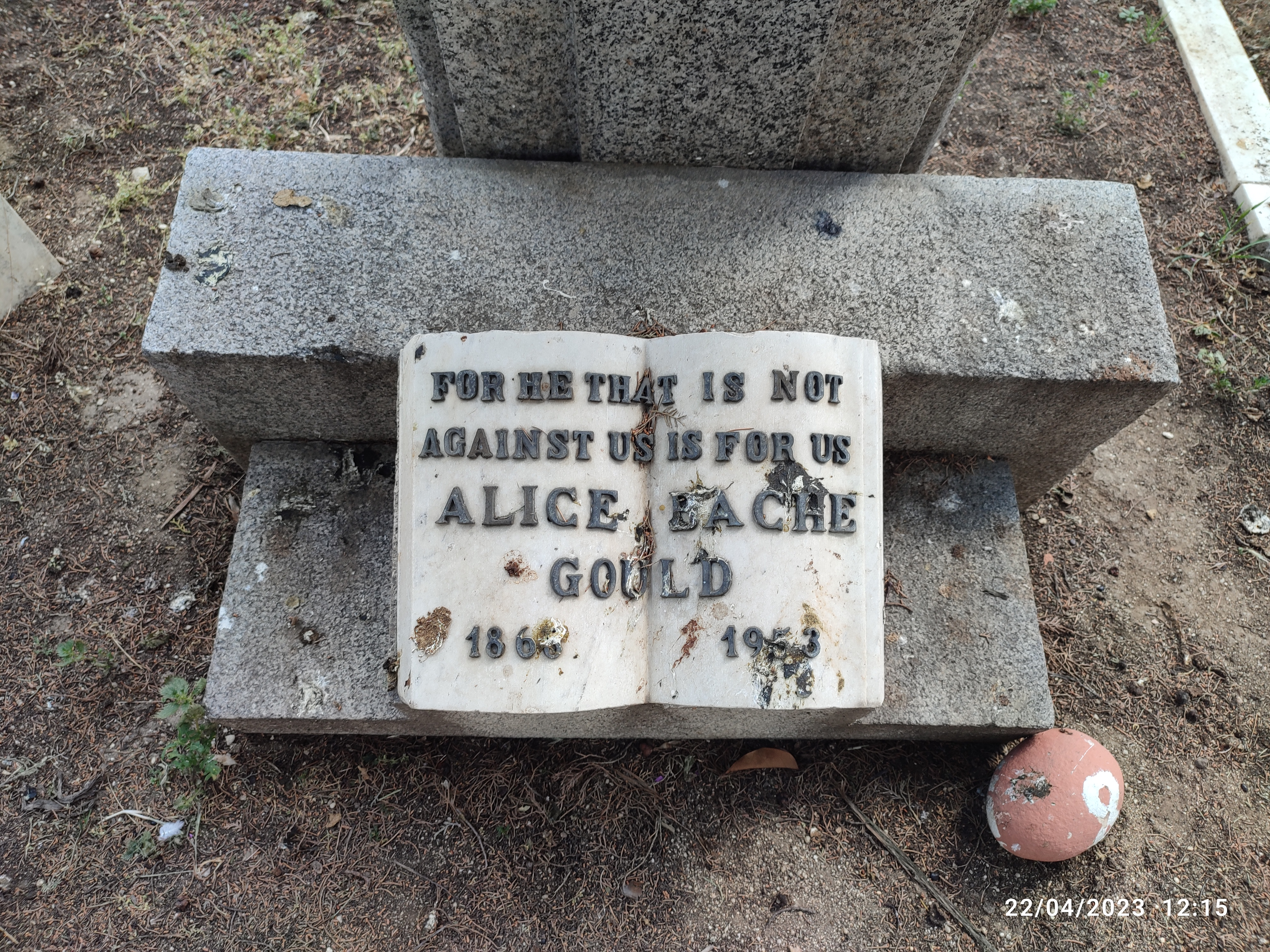
Cementerio británico de Madrid